# San Torcuato
San Torcuato ist ein spanischer Ort und eine Gemeinde (Municipio) in der Region La Rioja mit 64 Einwohnern (Stand: 2024). Neben dem Hauptort San Torcuato gehören die Wüstungen Casas Blancas und Santa Gertrudis zur Gemeinde. 

## Lage
San Torcuato liegt etwa 52 Kilometer südsüdwestlich von Vitoria-Gasteiz und etwa 34 Fahrtkilometer westlich von Logroño in einer Höhe von 600 m. Im Gemeindegebiet liegt der Flugplatz San Torcuato.

## Bevölkerungsentwicklung
| Jahr      | 1960 | 1970 | 1981 | 1991 | 2001 | 2011 | 2021 |
| Einwohner | 333  | 318  | 209  | 134  | 96   | 81   | 68   |

Infolge der Mechanisierung der Landwirtschaft und des daraus resultierenden geringeren Arbeitskräftebedarfs ist die Zahl der Einwohner seit der Mitte des 20. Jahrhunderts deutlich zurückgegangen.

## Sehenswürdigkeiten
- Pauluskirche in San Torcuato
- Marienkirche in Casas Blancas
- Gertrudenkapelle in Santa Gertrudis

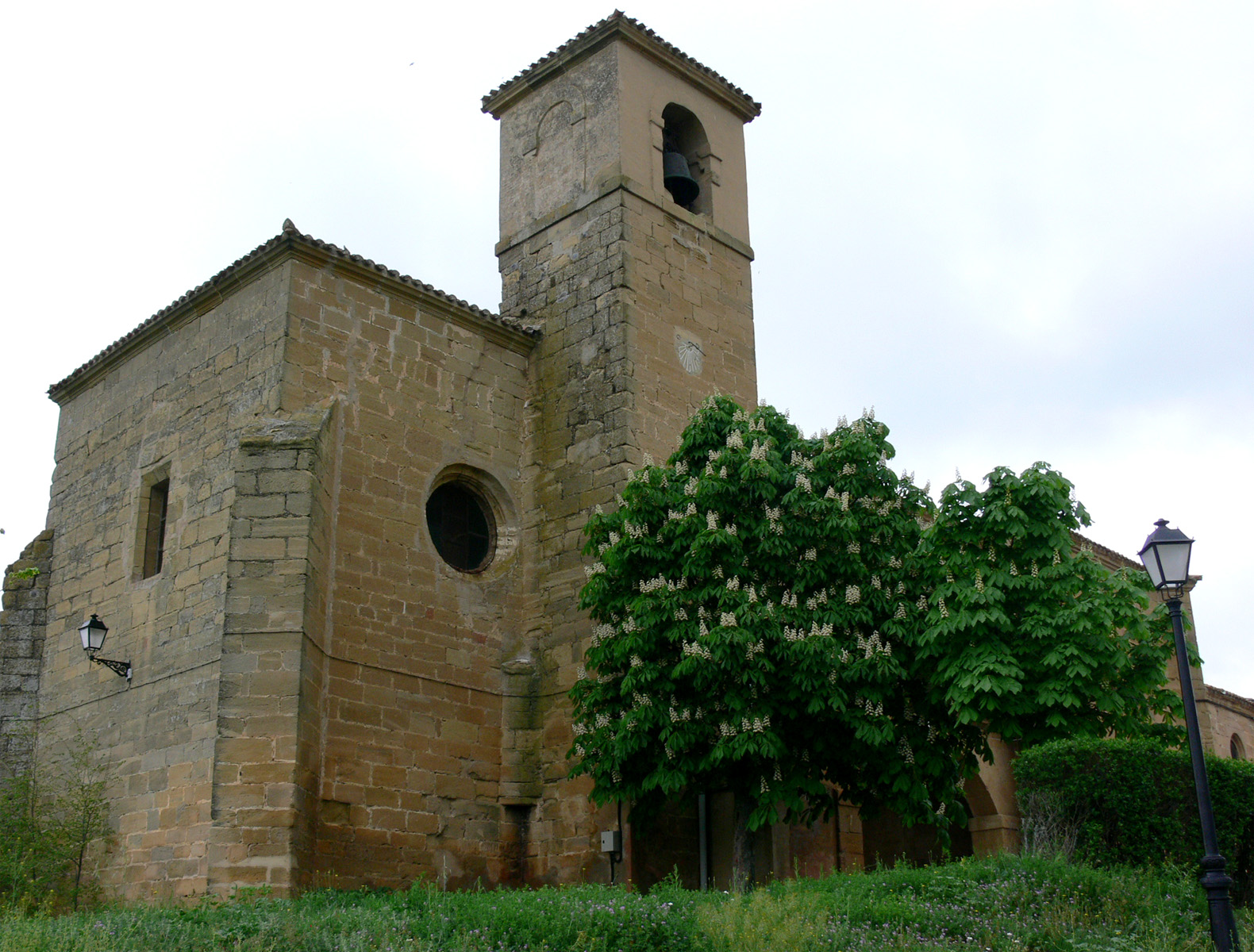
Pauluskirche